# Be.l.Madgalti
Be.l.Madgalti era el nom hitita dels governadors provincials. Era l'oficial més important després del càrrecs de palau, i tenia més poders que els governadors de districtes rurals (senyor de la torre). El Be.l.Madgalti tenia, entre altres tasques, la d'impartir justícia i la d'inspeccionar els consells locals o grups d'autoritats coneguts com a "consell d'ancians", de la seva demarcació. Del Be.l.Madgalti depenien els Ismirika.